# Prokarionty

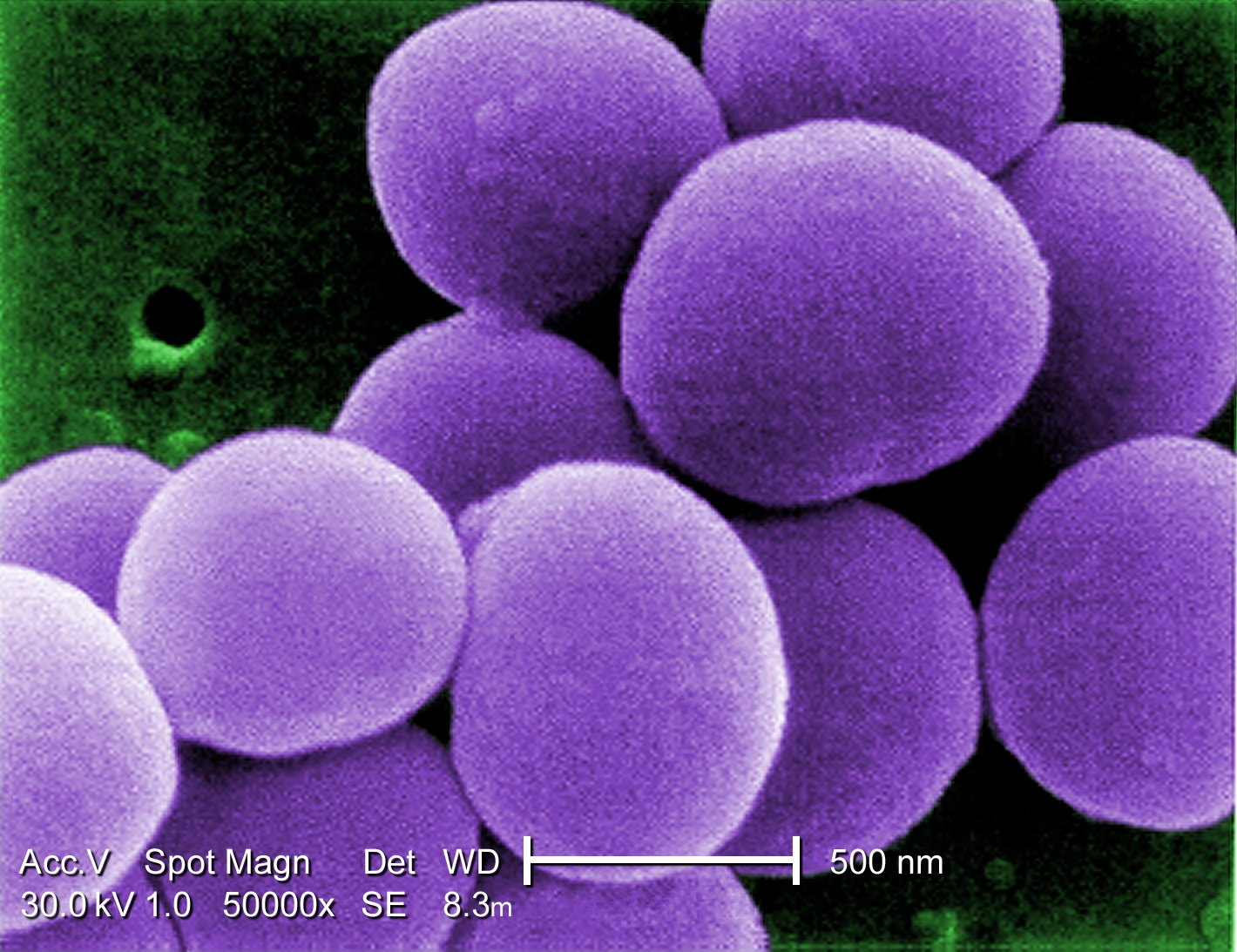
Gronkowiec złocisty (Staphylococcus aureus) jest organizmem prokariotycznym

Prokarionty, prokarioty, organizmy prokariotyczne (Prokaryota, Procaryota) – mikroorganizmy, w większości jednokomórkowe, których komórka nie zawiera jądra komórkowego oraz organelli komórkowych charakterystycznych dla eukariontów. Nazwa pochodzi od greckich słów pros („przed”) i karyon („orzech”, „jądro”). Pozostałe synonimy to: akariobionty, akariota, organizmy akariotyczne, anukleobionty, bezjądrowce, bezjądrowe, prokariota, protokarionty, przedjądrowce. 
Nazwa Prokaryota została zaproponowana przez Édouarda Chattona w 1925. Jednak w sensie taksonomicznym Chatton nie zdefiniował tego terminu, tzn. nie postawił diagnozy taksonomicznej. Pomimo tego w klasyfikacjach biologicznych zaproponowany przez niego podział organizmów na prokariotyczne i eukariotyczne utrzymał się do lat 90. XX wieku. Początkowo pod nazwą prokarionty łączono uważane za odrębne grupy bakterie i sinice. Następnie sinice uznano za grupę bakterii, a inną gałąź bakterii zaczęto wyodrębniać jako tzw. archebakterie (obecnie archeony lub archeowce). Czasem słów „bakterie” i „prokarionty” używano zamiennie.
W końcu XX wieku badania molekularne przyniosły kluczowe informacje dla zrozumienia przeszłości ewolucyjnej prokariontów i dowiodły parafiletycznego charakteru tej grupy organizmów. Okazało się, że odkryte w latach 70. XX wieku archeowce są równie odległe od bakterii, jak od eukariontów, a pod pewnymi względami nawet bliższe tym ostatnim (patrz intron). Obecnie taksonomowie wydzielają w ślad za propozycją Woesego (1990): bakterie, archeowce i eukarionty w odrębne taksony, przy czym dwa ostatnie tworzą wspólny klad, tj. zakłada się, że posiadały wspólnego przodka.

## Budowa komórki

1-Kapsuła, 2-Ściana komórkowa, 3-Błona komórkowa, 4-Cytoplazma, 5-Rybosomy, 6-Mezosom, 7-DNA, 8-Wić

Komórka organizmu prokariotycznego jest zazwyczaj znacznie mniejsza od komórki eukariotycznej i nie zawiera jądra, wakuoli, siateczki endoplazmatycznej, aparatu Golgiego, centrioli, wrzeciona podziałowego, mitochondriów i chloroplastów, czyli struktur charakterystycznych dla eukariontów. DNA prokariontów nie jest połączony z histonami i występuje w postaci długiej podwójnej nici zwanej genoforem (czasem określanej też mianem pojedynczego chromosomu), splątanej w kłębek w obszarze jądrowym (nukleoid), który nie jest ograniczony i oddzielony od cytoplazmy błoną jądrową.
W cytoplazmie prokariontów znajdują się rybosomy, a u form fotosyntetyzujących dodatkowo jeszcze chromatofory lub tylakoidy. W cytoplazmie mogą występować koliste struktury zbudowane z DNA i zwane plazmidami. Dodatkowymi elementami, w które mogą być zaopatrzone powłoki komórek bakteryjnych, są rzęski i fimbrie (inaczej pile); u większości występuje też mureinowa ściana komórkowa, zazwyczaj otoczona z zewnątrz warstwą śluzu. 
Prokarionty rozmnażają się bez udziału procesu płciowego, przez podział komórki, jednakże obserwuje się u nich procesy o charakterze paraseksualnym, w których trakcie dochodzi do wymiany lub transferu DNA (koniugacja, transdukcja i transformacja).

## Metabolizm

### Oddychanie wewnątrzkomórkowe
Prokarionty mogą uzyskiwać energię przydatną metabolicznie poprzez oddychanie z udziałem tlenu lub innych substancji (związki azotu, siarki, żelaza itp.). Część mikroorganizmów stale lub okresowo żyjących w warunkach beztlenowych produkuje ATP jedynie na drodze fermentacji.
Procesy biochemiczne związane z utlenianiem związków organicznych przebiegają w cytoplazmie oraz na błonach komórkowych. Fermentacje i oddychanie substancjami innymi niż tlen są prawdopodobnie ewolucyjnie starsze, ze względu na brak tlenu w pierwotnej atmosferze Ziemi.
Prokarionty, które do uzyskania energii potrzebują tlenu, określa się nazwą aeroby. Produktami reakcji oddychania komórkowego u tych organizmów są woda i dwutlenek węgla. Prokarionty stale lub okresowo żyjące bez tlenu to względne, lub bezwzględne anaeroby. W przypadku oddychania substancjami innymi niż tlen produktem oddychania jest CO2 oraz związki zredukowane. Fermentacje, które są najmniej wydajnym sposobem produkcji energii metabolicznej, prowadzą do powstawania wielu różnych związków organicznych.

### Wiązanie azotu cząsteczkowego (N2)
Prokarionty, jak wszystkie organizmy, potrzebują azotu, gdyż wchodzi on w skład m.in. aminokwasów i nukleotydów. Największym rezerwuarem azotu jest atmosfera, także w wodzie większość azotu to rozpuszczony gaz. Ta postać azotu jest jednak dla większości organizmów niedostępna, jedynie niektóre prokarionty potrafią ją przyswajać. Umiejętność ta, czyli diazotrofia, wymaga dużych nakładów energii i jest przeprowadzana przy użyciu nitrogenazy jako katalizatora. Posiada ją kilka grup bakterii i archeanów, tzw. bakterie azotowe. Są wśród nich m.in. bakterie glebowe tlenowe (np. Azotobacter), beztlenowe (np. Clostridium),  symbionty roślin (np. Rhizobium) i liczne wodne sinice, zwłaszcza z rzędu Nostocales.
Dzięki zdolności do asymilacji wolnego azotu organizmy takie mogą żyć w środowiskach bardzo ubogich w łatwo przyswajalne związki azotowe. Obumierając zaś, stają się źródłem przyswajalnego azotu dla pozostałych organizmów, uczestnicząc w obiegu tego pierwiastka w przyrodzie. Wiele diazotroficznych organizmów żyje w bliskiej symbiozie z innymi organizmami, np. roślinami motylkowatymi, paprociami z rodzaju azolla, grzybami tworzącymi porosty i in., które mogą być wykorzystywane jako nawozy zielone.

## Systematyka prokariontów

### Metody klasyfikacji
Prokarionty są organizmami bardzo mało zróżnicowanymi, dlatego też ich klasyfikacja powoduje sporo trudności. Wydawałoby się, że najlepszym kryterium podziału byłby kształt komórki. Okazuje się jednak, że nie jest on odzwierciedleniem naturalnych linii filogenetycznych tych organizmów. Także ogólne funkcje życiowe, takie jak sposób oddychania, odżywiania się, poruszania itp., nie pozwalają na prawidłowe naturalne sklasyfikowanie bakterii.
Jedną z pierwszych metod naukowej klasyfikacji bakterii wprowadził w roku 1884 Hans Gram – jest to tak zwana metoda Grama. Za pomocą barwienia ustalił on dwie główne grupy bakterii: Gram–dodatnie (G+) - barwiące się na niebiesko oraz Gram–ujemne (G-) - barwiące się na czerwono.

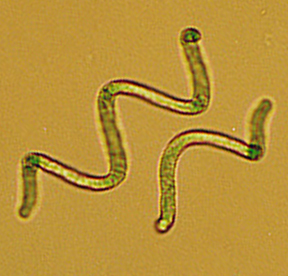
Sinice

Dzięki późniejszym badaniom mikroskopowym wiadomo dziś, że sposób barwienia zależy od budowy ściany komórkowej – bakterie (G+) mają grubą ścianę mureinową, zaś bakterie (G-) cienką, ale za to występuje u nich podwójna błona komórkowa. Rozwój biologii molekularnej w XX i XXI wieku umożliwił bardziej precyzyjny podział prokariontów. Powstanie stosowanego do dziś systemu stało się możliwe dzięki badaniu podobieństwa sekwencji DNA (stopnia homologii) oraz obecności określonych enzymów i szlaków metabolicznych.

### Podział systematyczny
- archeony
- eubakterie
  - sinice (Cyanobacteria)
  - promieniowce (Actinomycetes)
  - krętki (Spirochaetae)
  - Firmicutes
  - protobakterie (Proteobacteria)

## Występowanie i znaczenie
Nie ma w zasadzie środowiska, w którym nie występowałyby jakieś organizmy prokariotyczne. Nie odstraszają ich gorące źródła ani głębinowe kominy hydrotermalne, wyrzucające wrzątek i związki siarki. Zasiedlają wszelkiego typu wody, glebę, a nawet ciała organizmów wyższych, spełniając ważne funkcje biologiczne i gospodarcze.
Bakterie glebowe i wodne, których liczba może przekraczać 3 miliony w 1 g gleby i 100 milionów w 1 g mułu dennego zbiorników, najczęściej są saprofitami. W ekosystemach tworzą wraz z innymi organizmami poziom troficzny reducentów (przykładem mogą być tu liczne grupy promieniowców). Same są jednocześnie pożywieniem dla olbrzymiej ilości protistów, dlatego też biorą udział w krążeniu materii w ekosystemach, a także w obiegu pierwiastków w całej biosferze (np. węgla, azotu, wodoru, tlenu, siarki, fosforu i innych).
Prokarionty, które przeszły do życia wewnątrz innych organizmów wielokomórkowych i zachowały pierwotny, heterotroficzny sposób pożywiania, mogą być symbiontami, komensalami bądź pasożytami. Symbiotyczne prokarionty żyją wewnątrz innych organizmów, przy czym współżycie to jest obustronnie korzystne. Przykładem mogą być tu bakterie umożliwiające trawienie celulozy (m.in. rodzaj Bacteroides), żyjąc w żwaczu przeżuwaczy bądź w jelicie termitów (krętek Pillotina). Do tej grupy zaliczone są też bakterie z rodzaju Rhizobium, żyjące w specjalnie ukształtowanych brodawkach korzeniowych roślin motylkowych, takich jak groch, fasola, łubin czy wyka.
Oto niektóre powszechne choroby człowieka wywoływane przez organizmy prokariotyczne:
- dur brzuszny,
- gruźlica,
- zapalenie płuc,
- kiła,
- borelioza,
- rzeżączka,
- błonica,
- tężec,
- czerwonka bakteryjna,
- trąd,
- cholera,
- dżuma.

W odległych epokach geologicznych organizmy prokariotyczne brały udział w tworzeniu złóż ropy naftowej, siarki, pokładów rud żelaza czy naturalnych złóż saletry amonowej. Od początku swego istnienia uczestniczą w obiegu materii w przyrodzie.
Dziś różne szczepy bakterii wykorzystywane są przez człowieka na skalę przemysłową do produkcji alkoholi, kwasów organicznych, antybiotyków, hormonów, enzymów, witamin i aminokwasów. Powodują również kiszenie ogórków, kapusty czy oliwek, a także zsiadanie się mleka, co jest podstawą produkcji jogurtów i serów. Sinice ze względu na zdolność przyswajania wolnego azotu z powietrza są wykorzystywane jako naturalny nawóz. Biogaz powstający podczas beztlenowej fermentacji obornika jest stosowany do ogrzewania pomieszczeń i napędzania pojazdów, a proces tlenowego lub beztlenowego utleniania ścieków przez mikroorganizmy jest podstawą funkcjonowania biologicznych oczyszczalni ścieków. Bakterie transgeniczne (czyli zmienione genetycznie) potrafią produkować ludzką insulinę, hormon wzrostu, czynniki krzepliwości krwi itp.